# فرقه سوسیالیست ترکیه
فرقۀ سوسیالیست ترکیه (به ترکی: Türkiye Sosyalist Fırkası) یک حزب سیاسی سوسیالیست بود که در کشور ترکیه فعالیت می‌کرد. این حزب تحت رهبری حسین حلمی معروف به حلمی اشتراک‌چی قرار داشت و افرادی همچون مصطفی فاضل، نامیق حسن، محمد علی (بیلگیسین)، حسن سعدی (بیرکوک)، رفیق نوزاد، صدرالدین جلال، چُپور رضا (کیپَر)، دکتر احسان (اوزگَن) و محمد نورالدین‌بَی در آن عضویت داشتند. حزب سوسیالیست در ۲۰ فوریۀ ۱۹۱۹ در استانبول تأسیس شد.

## تاریخچه
در ابتدای سال ۱۹۱۹ حلمی‌بَی سردبیر مجلۀ اشتراک و بنیانگذار فرقه سوسیالیست عثمانی به استانبول بازگشت و حزب خود را با نام جدیدی از نو تأسیس کرد. این حزب که از عقاید سوسیالیستی دفاع می‌کرد، در میان کارگران، به ویژه در خلال دوره‌های آتش‌بس به تبلیغ می‌پرداخت و ضرورت اعتصابات را برای کارگران تشریح می‌کرد. برنامۀ حزب در ارگان آن که روزنامه‌ای با نام ادراک بود به چاپ رسید. فرقۀ سوسیالیست ترکیه نخستین کنگرۀ خود را در ۲۰ ژوئیۀ ۱۹۱۹ و دومین کنگره را نیز در ۸ مارس ۱۹۲۲ برگزار کرد و به عضویت بین‌الملل دوم نیز درآمد. بر اساس مادۀ ۴۷ اساسنامۀ حزب که در ۱۹۱۹ تصویب شد، روز ۱ ماه مه به عنوان روز کارگر به رسمیت شناخته شد و فرقۀ سوسیالیست ترکیه هر ساله بدین مناسبت و به عنوان بخشی از فعالیت‌های خود تظاهرات‌هایی را برگزار می‌کرد که توسط کارگران عضو حزب سازماندهی شده‌بود. فرقۀ سوسیالیست ترکیه در برنامه‌اش ملی کردن وسایل تولید و توزیع، اصلاحات در نهادهای اصلی جامعه، و همکاری با سازمان‌های بین‌المللی که دیدگاه مشابهی دارند در راستای تغییر ساختار نابرابر و ناعادلانۀ جامعه را مد نظر داشت. حزب در انتخابات ۱۹۱۹ شرکت کرد، اما موفقیتی به دست نیاورد. در سال ۱۹۲۲ حلمی اشتراکچی از دبیر کلی حزب کنار گذاشته‌شد. اخباری منتشر شد که او ممکن است به خاطر «تحریک کارگران به اعتصاب و تلاش برای قطع شبکۀ برق» به حبس محکوم و یا به تونس تبعید شود.
پس از آنکه حلمی اشتراکچی به وسیلۀ یکی از دوستانش در مقابل آب‌راهۀ والنس با یک تپانچه مورد تیراندازی قرار گرفت و کشته شد، فرقۀ سوسیالیست ترکیه نیز به مرور زمان تأثیرگذاری‌اش را از دست داد.